# Mario Cecon
Mario Cecon ist ein ehemaliger italienischer Skispringer.

## Werdegang
Cecon gewann 1965 hinter Nilo Zandanel erstmals die Silbermedaille bei den italienischen Meisterschaften. 1966 gewann er erstmals die italienische Meisterschaft vor Nilo Zandanel und Bruno De Zordo. 1968 gewann er Silber hinter Ezio Damolin. Bei der Vierschanzentournee 1968/69 erreichte er mit dem 40. Platz in der Gesamtwertung sein bestes Tourneeergebnis. 1969 gewann er hinter Albino Bazzana erneut Silber bei den italienischen Meisterschaften. 1970 reichte es hinter Giacomo Aimoni und Albino Bazzana nur zu Bronze. 1971 fand er zu alter Stärke zurück und gewann bis 1973 insgesamt dreimal Gold in Folge bei den italienischen Meisterschaften.